# Співаковський Михайло Аркадійович
Михайло Аркадійович Співаковський (нар. 10 лютого 1980, Одеса) — український журналіст, блогер, актор театру і кіно, літератор, радіо- та телеведучий, коментатор.
Колишній спеціальний кореспондент газети «Спорт-Експрес в Україні», член Спілки журналістів України з 1998 року.
Актор театру-студії «Чорний Квадрат», автор низки сценаріїв, спортивних довідників, збірок віршів та оповідань. Багаторазовий чемпіон України та призер чемпіонатів світу та Європи з настільного хокею.

## Освіта
Народився та навчався у Одесі: школа № 101 (1-5 класи), гміназія № 1 (6-11 класи).
У 2001 року закінчує філософський факультет Одеського національного університету імені Мечникова за спеціалізацією «Культорологія».

## Журналістська кар'єра
Перші публікації датуються 1995 роком (одеська газета «Порто-Франко»), згодом друкується у газеті «Спортивний Огляд Футбол Плюс» (1997-98) та «Одеса-Спорт» (1999—2003).
У 1998 році став наймолодшим членом Спілки журналістів України за всю її історію[джерело?].
У лютому 2000 року перемагає у теле-вікторині знавців футболу, присвяченій річниці створення каналу «НТВ+футбол» і через 10 днів отримує пропозицію від одеського каналу ІА «Репортер». Протягом чотирьох місяців працює ведучим програми «Футбольний тиждень» та журналістом в оглядах «Спорт-тайм» та «Овертайм». Влітку того ж року залишає канал через творчі розбіжності з керівництвом.
2003 року разом із Юрієм Усатюком засновує та очолює тижневик «Время спорта», визнаний 2004 найкращою регіональною спортивною газетою країни.
З 1998 по 2004 рік щільно співпрацює із всеукраїнським виданням «Команда», а восени 2004 переїжджає до Києва, приймаючи пропозицію головного редактора газети «Спорт-Експрес в Україні» Едуарда Йосиповича Липовецького про зайняття посади спеціального кореспондента. 2008 року представляє «Спорт Експрес в Україні» на Літній Олімпіаді в Пекіні, після чого висувається рядом регіональних відділень Асоціації спортивних журналістів України до Зали Слави спортивної журналістики країни.
Влітку 2009 року разом з Ярославом Лодигіним вперше з'являється в ефірі Радіо «Динамо» в розважально-аналітичному ток-шоу «Великий футбол», яке виходить на столичній хвилі 106,0 FM щоп'ятниці. У період чемпіонату світу з футболу 2010 року в ПАР виступав як співведучий програми «Третій тайм» на каналі ICTV.
З серпня 2011 року — головний редактор щотижневої програми «Спорт-Експрес. Тиждень».
11 лютого 2019 року став ведучим незалежного українського ток-шоу про футбол ТаТоТаке на Youtube, замінивши у 68 випуску Костянтина Андріюка. За 5 років перебування в проекті випустив біля 400 епізодів, включаючи інтерв'ю з Ігорем Суркісом, Олегом Блохіним, Дмитром Поворознюком, Олександром «Фоззі» Сидоренком, Юрієм Вернидубом та іншими видатними постатями українського футболу.
У травні 2023 року взяв участь у «Небезпечній передачі» від акторів студії Мамахихотала.
У липні 2023 року дав велике інтерв'ю ютуб-каналу Sport arena під час перевезення авто для військових на запорізький напрямок.
Наприкінці 2023 року отримав нагороду «Кращий інсайдер 2023 року».

## Акторська кар'єра

### Театр
З 1991 по 1997 роки — актор дитячого театру-студії юного актора при одеській Філармонії. Грає провідні ролі у виставах-мюзиклах «Мері Поппінс, ми чекаємо на тебе!» (Майкл Бенкс), «Ах, Карнавал!» (Трубадур), «Пітер Пен» (Пітер Пен), «Різдво Христове» (Змій-спокусник, цар Ірод), «Старий Хоттабич» (колекціонер антикваріату Хапугін), «Іуда Іскаріот» (Іуда Іскаріот), у 1993 році знімається в телевиставі «Мері Поппінс».
У 1998—2000 pp. навчався в Одеському театральному ліцеї.
2006 року вступає до київського театру-студії імпровізації «Чорний Квадрат». Пише сценарії етюдів та міні-п'єс, грає в етюдних вечорах, проектах «Мафія: всі повинні померти», «10 хвилин До та Після сексу», «Плоти», виставах «Забути Герострата» (Городянин), «Пікнік» (солдат Сепо). У листопаді 2008 року за виконання ролі Сепо отримує грамоту від журі фестивалю «Театральна осінь» (м. Дніпро). У травні 2009 року на експериментальній сцені «Чорного Квадрату» відбулася прем'єра вистави «Кафе Розбитих Сердець», написана Співаковським у співдружності з товаришами за набором — Сергієм Федорчуком та В'ячеславом Никоноровим. Усі троє зіграли у комедійній мелодрамі під музику «Бітлз» провідні ролі.
У 2010 році той самий авторський склад створює виставу «Запрошення на світанок», а навесні 2011-го — «Ніч Святого Валентина».
Є режисером, сценаристом і актором низки вистав Чорного квадрату, зокрема «Офіс. Запали в собі бажання», «Останнє запрошення на світанок», «А-ля кобеля, або все, що рухається», «Пікнік стурбованих», «Шукаю чоловіка на кожен день», «Читай. Цілуй. Біжи», «Я хворію тобою», «Знайди або втрать назавжди», «На добраніч, йдіть до біса!» та інших.
З 2019 року разом із Сергієм Федорчуком і В'ячеславом Ніконоровим є режисером студії-практикуму Fe.Nik.S. (назва складається з перших літер прізвищ засновників: Федорчук, Ніконоров, Співаковський)
10 лютого 2020 року, на своє 40-річчя, представив моновиставу «Тисяча і один Fuck up». Щороку проходить показ на Камерній сцені Чорного квадрату. Виставу описує як «Сповідь зухвалого інтелігента, що звик відбиватися від навколишнього світу почуттям гумору, а потім знищувати себе самоіронією».
У 2023 році відбулася прем'єра вистави «Amore по коліно», де Співаковський виступив у ролі режисера, сценариста й одного з акторів.

### Фільми й серіали
Зіграв декілька десятків епізодичних ролей у фільмах і серіалах, зокрема:
- Екстрасенси-детективи (2011)
- Повернення Мухтара-8 (2012)
- Мажор (2013)
- Готель Галіція (2017—2018)
- Детективи (2018—2020)
- Агенти справедливості (2019)
- Виходьте без дзвінка (2019)
- Сага (2020)
- Грім серед ясного неба (2021)
- Провінціал (2021)
- Дитина з гарантією (2021)
- Чужі гріхи (2021)
- Розтин покаже (2024)

та інших.
Зіграв головну роль у фільмі «Добре, що мама не знає». Зйомки було розпочато в 2021 році, проте припинено через повномасштабне вторгнення Росії в Україну. 16 лютого 2023 року вийшов офіційний трейлер фільму. Зйомки завершено наприкінці 2023 року.

## Спортивна діяльність
З 2001 по 2004 роки — гравець збірної журналістів України з міні-футболу.
З 2005 року серйозно захопився настільним хокеєм. Понад п'ятдесят разів посідав призові місця на офіційних турнірах. Чемпіон України-2010/11. Чемпіон Києва — 2009/10, 2010/11, 2011/12. У складі клубу «Лісові Хащі» чемпіон України у командному розряді — 2008/09, 2009/10, 2010/2011. Володар Кубка Харкова — 2010-го та 2011 рр. Переможець Marganets Open — 2010. Володар Кубка Дніпропетровська — 2011. Чвертьфіналіст клубного чемпіонату світу-2011/12 та командного чемпіонату Європи-2012.
У жовтні 2009-го посідає 7-е місце на престижному «Гельсінкі Open». Сезон-2011/12 закінчує на 37-му місці у світовому рейтингу ITHF.
Переможець відкритого чемпіонату України 2013/14 року, срібний призер 2014/15, 2015/16. У 2020/21 став третім в основному складі й першим серед ветеранів (40+ років) України. Неодноразовий призер європейських і світових турнірів. У 2017 році посідав 20 місце в загальному світовому рейтингу.
У 2021 році став віце-чемпіоном світу серед ветеранів на чемпіонаті в Талліні.
На 2024 рік посідає 56 місце в загальному світовому рейтингу гравців і 7 в рейтингу ветеранів.
Також займається футболом і є учасником збірної журналістів України. 18 грудня 2023 року взяв участь у благодійному матчі зірок української футбольної медіаліги разом із Андрієм Бєдняковим, Євгеном Клопотенком, Віктором Вацком та іншими медійними особами.

## Літературна діяльність
Вірші пише з п'яти років, короткі оповідання з 12-ти. 1993-го року збірнику видавництва «Версія» виходять його ранні вірші, згодом збірки «Альтруїзми» та «Мишанина» з'являються в інтернет-бібліотеках. Автор біографічних оповідань «Герой чужого часу», «Геній третього роду», «Снігуронька зі змістом», «І. С. Торія одного Улісса», «Костюм Арлекіна», «Газована камасутра». 2000 року переможець поетичного конкурсу на філософському факультеті ОНУ імені Мечникова, володар звання «Майстер іронії та сарказму». Його вірші можна почути в деяких виставах («Офіс. Запали в собі бажання», «Тисяча і один fuck up» та ін.).